# Leroy Kwadwo
Leroy Kwadwo (* 15. August 1996 in Herten) ist ein deutscher Fußballspieler. Der Verteidiger ist derzeit vereinslos.

## Karriere
Kwadwo wurde bei Rot-Weiss Essen, der SG Wattenscheid 09, Westfalia Herne und in der Nachwuchsabteilung der TSG Sprockhövel fußballerisch ausgebildet.
Für die TSG kam der Verteidiger in den Jahren 2015 und 2016 in der Oberliga Westfalen zu seinen ersten Einsätzen im Herrenfußball. Im Frühjahr 2016 konnte er mit Sprockhövel durch den Verzicht der SpVgg Erkenschwick in die Regionalliga West aufsteigen.
In der Regionalligasaison 2016/17 kehrte er jedoch zu seinem Ausbildungsverein aus Essen zurück, für den er allerdings nur drei Niederrheinpokalspiele und einen Kurzeinsatz in der Liga absolvierte. In der Winterpause zog es ihn zum Ligakonkurrenten Schalke 04 II, bei dem er nur einmal im Spieltagskader stand und sich ebenso wenig wie in Essen durchsetzen konnte.
Im Sommer 2017 verpflichtete mit Fortuna Düsseldorf der nächste große Westklub den jungen Kwadwo nach einem Probetraining. Für die Fortunen spielte der Abwehrspieler 38-mal in der Liga und trug zeitweise auch die Kapitänsbinde.
Die Würzburger Kickers holten zur Drittligasaison 2019/20 einige neue U23-Spieler, unter anderem auch Kwadwo, der einen Einjahresvertrag erhielt. Kickers-Vorstandsvorsitzender Daniel Sauer begründete die Verpflichtung unter anderem mit Kwadwos „Stärken im Sprint sowie in Kopfballduellen“ sowie seiner Verwendung in der Innen- und Außenverteidigung. Zur Saison 2020/21 stieg er mit Würzburg in die 2. Bundesliga auf. Neben 29 Ligaspielen bestritt er insgesamt sechs Pokalspiele für Würzburg. Mitte Januar 2021 wechselte er in die 3. Liga zurück zu Dynamo Dresden, wo er einen Vertrag bis zum Ende der Saison mit der Option der Verlängerung um ein weiteres Jahr unterschrieb. Diese Option wurde aber nicht gezogen, sodass der Vertrag zum Saisonende auslief. Anschließend gab Drittligist MSV Duisburg Kwadwos Verpflichtung für die neue Saison bekannt. Laut eigener Aussage hat er dort auch schon im Nachwuchsbereich gespielt.
Im Sommer 2023 wechselte er ligaintern zum TSV 1860 München. Nach 56 Ligaspielen, in denen Kwadwo drei Tore erzielte, verließ er den TSV 1860 München im Sommer 2025.

## Erfolge
TSG Sprockhövel
- Aufstieg in die Regionalliga West: 2016

Würzburger Kickers
- Aufstieg in die 2. Bundesliga: 2020

Dynamo Dresden
- Aufstieg in die 2. Bundesliga: 2021

## Privates
Leroys Schwestern Keshia (* 1999) und Yasmin (* 1990) sind beide Leichtathletinnen und treten überwiegend als Sprinterinnen bei Wettkämpfen an. Vater Osam war in den 1980er Jahren aus Ghana nach Deutschland gekommen, um zu studieren, und hatte selbst einmal in der damals drittklassigen Oberliga Westfalen Fußball gespielt.